# Tobrilus parapellucidus
Tobrilus parapellucidus är en rundmaskart som beskrevs av Ebsary 1982. Tobrilus parapellucidus ingår i släktet Tobrilus och familjen Tripylidae. Inga underarter finns listade i Catalogue of Life.